# 科里利亚诺-多特兰托
科里利亚诺-多特兰托（義大利語：Corigliano d'Otranto），是意大利莱切省的一个市镇。总面积28平方公里，人口5858人，人口密度209.2人/平方公里（2009年）。ISTAT代码为075023。